# Sinamia
Sinamia è un genere di pesci ossei estinti, appartenente agli amiiformi. Visse nel Cretaceo inferiore (circa 130 - 120 milioni di anni fa) e i suoi resti fossili sono stati ritrovati in Cina e in Giappone.

## Descrizione
Questo pesce era di dimensioni medie, ed era lungo mediamente circa 30 centimetri. Il corpo era piuttosto sottile e allungato. La testa era oblunga, con grandi occhi e un muso arrotondato. La bocca era profonda e sia mascella che mandibola erano dotate di denti aguzzi. La struttura complessiva del corpo era molto simile a quello dell'attuale Amia calva, e le differenze riguardavano soprattutto alcune caratteristiche craniche; come Amia, anche Sinamia era dotata di una lunga pinna dorsale, ma ciò sembrerebbe dovuto a convergenza evolutiva (Yabumoto, 2017). Il corpo era rivestito da scaglie romboidali coperte da ganoina.

## Classificazione
Il genere Sinamia venne descritto per la prima volta da Stensiö, nel 1935, sulla base di fossili ritrovati nella zona dello Shandong, in Cina, in terreni del Cretaceo inferiore. La specie tipo è Sinamia zdanskyi. In seguito sono state scoperte numerose altre specie, come S. huananensis, S. liaoningensis, S. lanzhouensis, rinvenute in varie zone della Cina (Gansu, Liaoning, Ordos) e risalenti al Barremiano - Aptiano. Un'altra specie è stata ritrovata in Giappone (S. kukurihime).

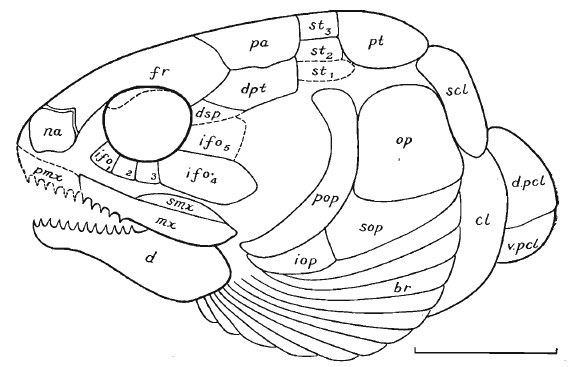
Ricostruzione di Sinamia huananensis

Tutte le specie di Sinamia erano caratterizzate da alcune caratteristiche di cui gli altri amiiformi erano sprovvisti: la presenza di un solo parietale mediano, tre paia di ossa estrascapolari e un corto osso dermopterotico di lunghezza pressoché identica al parietale. Tuttavia non è chiaro se Sinamia fosse un genere monofiletico o parafiletico (Zhang, 2012; Peng et al., 2015; Yabumoto, 2017).

## Paleobiologia

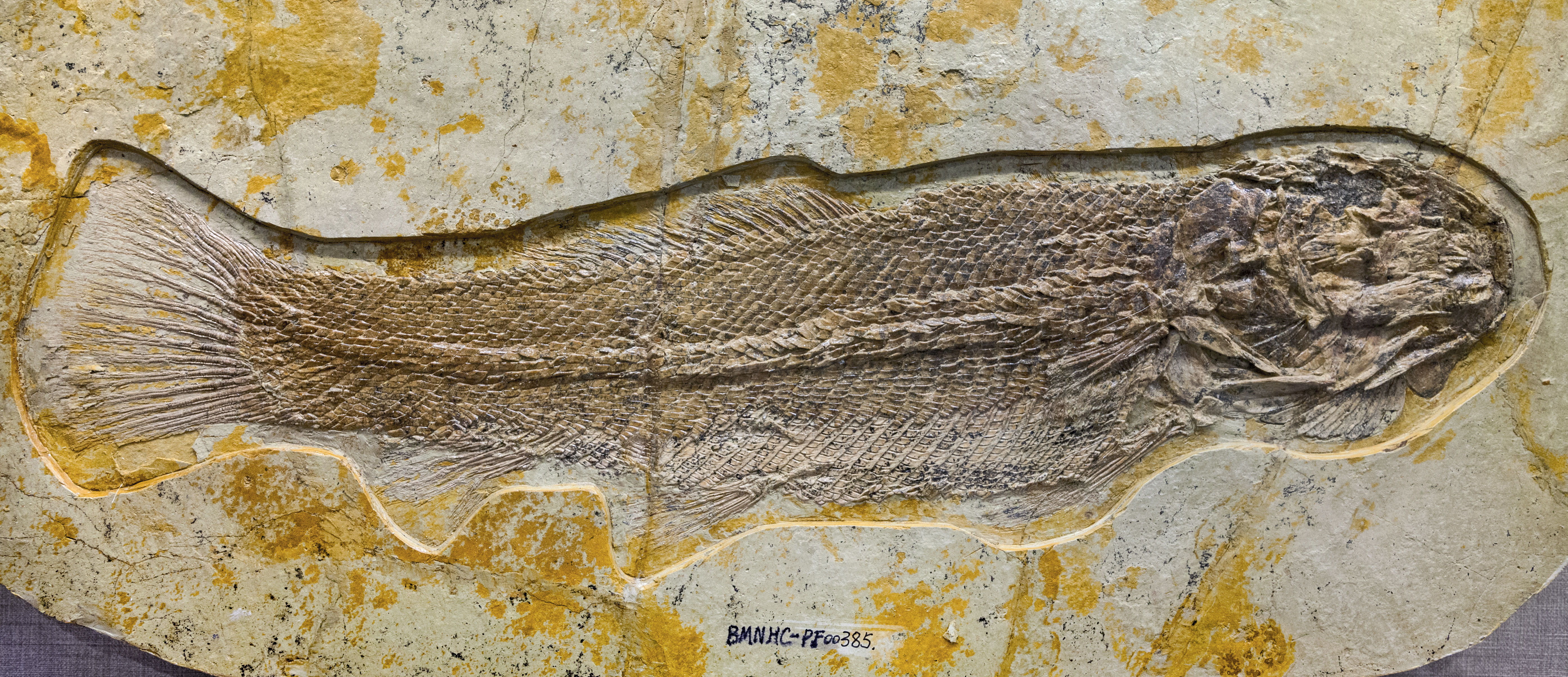
Fossile di Sinamia

Sembra che le lunghe pinne dorsali di Sinamia e Amia fossero una caratteristica molto utile per la vita in acque calme dotate di vegetazione. Altre specie di amiiformi con una pinna dorsale corta erano invece tipiche del mare aperto (Yabumoto, 2017).